# Уші (Вірменія)
Уші (вірм. Ուշի) — село в марзі Арагацотн, на заході Вірменії. Село розташоване за 7 км на північ від міста Аштарака, за 1 км на захід від села Оганаван та 5 км на південь від села Арташаван.
У селі є невелика каплиця X століття, а приблизно за 1 км від села знаходяться руїни монастиря Святого Саргіса VII — XIII ст. На вершині пагорба поруч з монастирським комплексом розташовані залишки фортеці Залізної доби. Існують свідчення того, що Месроп Маштоц привіз мощі святого Саргіса (Сергія в російській традиції) до Вірменії і зберігав їх у селі Уші Арагацотнського марза.
У селі є фабрика з вироблення картопляних чипсів.